# Armin Bittner
Armin Bittner (ur. 28 listopada 1964 w Garmisch-Partenkirchen) – niemiecki narciarz alpejski reprezentujący też barwy RFN, dwukrotny medalista mistrzostw świata.

## Kariera
Po raz pierwszy na arenie międzynarodowej pojawił się w 1982 roku, startując na mistrzostwach świata juniorów w Auron. Zajął tam 40. miejsce w zjeździe i dwunaste w slalomie.
Pierwsze punkty w zawodach w zawodach Pucharu Świata zdobył 23 lutego 1986 roku w Åre, zajmując 12. miejsce w slalomie. Na podium zawodów tego cyklu po raz pierwszy stanął 21 grudnia 1986 roku w Hinterstoder, gdzie wygrał rywalizację w tej samej konkurencji. W zawodach tych wyprzedził Bojana Križaja z Jugosławii i Włocha Oswalda Tötscha. Łącznie 19 razy stawał na podium zawodów pucharowych, odnosząc przy tym siedem zwycięstw: 21 grudnia 1986 roku w Hinterstoder, 21 grudnia 1988 roku w St. Anton, 15 stycznia 1989 roku w Kitzbühel, 12 sierpnia 1989 roku w Thredbo, 7 stycznia 1990 roku w Kranjskiej Gorze, 12 stycznia 1990 roku w Schladming i 4 marca 1990 roku w Veysonnaz triumfował w slalomach. Najlepsze wyniki osiągnął w sezonie 1989/1990, kiedy to zajął czwarte miejsce w klasyfikacji generalnej, a w klasyfikacji slalomu zdobył Małą Kryształową Kulę. W klasyfikacji slalomu był też najlepszy w sezonie  1988/1989 oraz trzeci w sezonie 1986/1987.
W 1987 roku wystąpił na mistrzostwach świata w Crans-Montana, gdzie zdobył brązowy medal w slalomie. Wyprzedzili go jego rodak Frank Wörndl i Austriak Günther Mader. Podczas rozgrywanych dwa lata później mistrzostw świata w Vail wywalczył srebrny medal w tej konkurencji, rozdzielając na podium Austriaka Rudolfa Nierlicha i Marca Girardellego z Luksemburga. Był też między innymi szósty na mistrzostwach świata w Saalbach w 1991 roku. W 1988 roku wystartował na igrzyskach olimpijskich w Calgary, gdzie był między innymi jedenasty w kombinacji. Na rozgrywanych cztery lata później igrzyskach w Albertville wystąpił w gigancie i slalomie, jednak obu konkurencji nie ukończył. Brał też udział w igrzyskach olimpijskich w Lillehammer w 1994 roku, ponownie nie kończąc slalomu.
Jego żona, Regine Mösenlechner, również uprawiała narciarstwo alpejskie.

## Osiągnięcia

### Igrzyska olimpijskie
| Miejsce | Dzień     | Rok  | Miejscowość | Konkurencja | Czas biegu | Strata    | Zwycięzca            |
| ------- | --------- | ---- | ----------- | ----------- | ---------- | --------- | -------------------- |
| 11.     | 17 lutego | 1988 | Calgary     | Kombinacja  | 36,55 pkt  | 63,10 pkt | Hubert Strolz        |
| 26.     | 25 lutego | 1988 | Calgary     | Gigant      | 2:06,37    | +6,90     | Alberto Tomba        |
| DNF1    | 27 lutego | 1988 | Calgary     | Slalom      | 1:39,47    | -         | Alberto Tomba        |
| DNF2    | 18 lutego | 1992 | Albertville | Gigant      | 2:06,98    | -         | Alberto Tomba        |
| DNF2    | 22 lutego | 1992 | Albertville | Slalom      | 1:44,39    | -         | Finn Christian Jagge |
| DNF1    | 27 lutego | 1994 | Lillehammer | Slalom      | 2:02,02    | -         | Thomas Stangassinger |

### Mistrzostwa świata
| Miejsce | Dzień       | Rok  | Miejscowość   | Konkurencja | Czas biegu | Strata      | Zwycięzca           |
| ------- | ----------- | ---- | ------------- | ----------- | ---------- | ----------- | ------------------- |
| DNF     | 1 lutego    | 1987 | Crans-Montana | Kombinacja  | 28,27 pkt  | -           | Marc Girardelli     |
| 3.      | 8 lutego    | 1987 | Crans-Montana | Slalom      | 1:54,63    | +0,40       | Frank Wörndl        |
| DNF     | 3 lutego    | 1989 | Vail          | Kombinacja  | 4,72 pkt   | -           | Marc Girardelli     |
| 22.     | 9 lutego    | 1989 | Vail          | Gigant      | 2:37,66    | +6,98       | Rudolf Nierlich     |
| 2.      | 12 lutego   | 1989 | Vail          | Slalom      | 2:02,85    | +0,44       | Rudolf Nierlich     |
| 6.      | 22 stycznia | 1991 | Saalbach      | Slalom      | 1:55,38    | +2,10       | Marc Girardelli     |
| 15.     | 3 lutego    | 1991 | Saalbach      | Gigant      | 2:29,94    | +3,94       | Rudolf Nierlich     |
| 30.     | 8 lutego    | 1993 | Morioka       | Kombinacja  | 34,22 pkt  | +138,97 pkt | Lasse Kjus          |
| DNF1    | 10 lutego   | 1993 | Morioka       | Gigant      | 2:15,36    | -           | Kjetil André Aamodt |
| DNF2    | 13 lutego   | 1993 | Morioka       | Slalom      | 1:40,33    | -           | Kjetil André Aamodt |

### Mistrzostwa świata juniorów
| Miejsce | Dzień   | Rok  | Miejscowość | Konkurencja | Czas biegu | Strata | Zwycięzca      |
| ------- | ------- | ---- | ----------- | ----------- | ---------- | ------ | -------------- |
| 40.     | 4 marca | 1982 | Auron       | Zjazd       | 1:36,11    | +5,49  | Franck Piccard |
| 12.     | 7 marca | 1982 | Auron       | Slalom      | 1:27,89    | +2,88  | Johan Wallner  |

### Puchar Świata

#### Miejsca w klasyfikacji generalnej
- sezon 1985/1986: 97.
- sezon 1986/1987: 17.
- sezon 1987/1988: 23.
- sezon 1988/1989: 7.
- sezon 1989/1990: 4.
- sezon 1990/1991: 14.
- sezon 1991/1992: 16.
- sezon 1992/1993: 46.
- sezon 1993/1994: 55.

#### Miejsca na podium w zawodach Pucharu Świata
1. Hinterstoder – 21 grudnia 1986 (slalom) – 1. miejsce
2. Kitzbühel – 25 stycznia 1987 (slalom) – 3. miejsce
3. Markstein – 14 lutego 1987 (slalom) – 2. miejsce
4. Saalbach-Hinterglemm – 26 marca 1988 (slalom) – 2. miejsce
5. Kranjska Gora – 17 grudnia 1988 (slalom) – 2. miejsce
6. St. Anton – 21 grudnia 1988 (slalom) – 1. miejsce
7. Kitzbühel – 15 stycznia 1989 (slalom) – 1. miejsce
8. Shiga Kōgen – 10 marca 1989 (slalom) – 3. miejsce
9. Thredbo – 12 sierpnia 1989 (slalom) – 1. miejsce
10. Mont-Sainte-Anne – 2 grudnia 1989 (gigant) – 3. miejsce
11. Kranjska Gora – 7 stycznia 1990 (slalom) – 1. miejsce
12. Schladming – 12 stycznia 1990 (slalom) – 1. miejsce
13. Kitzbühel – 21 stycznia 1990 (slalom) – 3. miejsce
14. Veysonnaz – 4 marca 1990 (slalom) – 1. miejsce
15. Sälen – 12 marca 1990 (slalom) – 3. miejsce
16. Kranjska Gora – 5 stycznia 1992 (slalom) – 2. miejsce
17. Kitzbühel – 19 stycznia 1992 (slalom) – 3. miejsce
18. Wengen – 26 stycznia 1992 (slalom) – 3. miejsce
19. Sestriere – 29 listopada 1992 (slalom) – 3. miejsce